# اليوم الدولي للمهاجرين
اليوم الدولي للمهاجرين هو يوم دولي أعلنته الجمعية العامة للأمم المتحدة في 4 ديسمبر 2000، على أن يكون يوم 18 ديسمبر من كل عام هو يوما دوليا للمهاجرين بعد الأخذ بعين الاعتبار الأعداد الكبيرة والمتزايدة للمهاجرين في العالم (القرار رقم 45/93). وفي مثل هذا اليوم كانت الجمعية العامة قد اعتمدت الاتفاقية الدولية لحماية حقوق جميع العمال المهاجرين وأفراد أسرهم (القرار رقم 45/158).
تحتفل الكثير من الدول الأعضاء، وكذلك المنظمات الحكومية الدولية والمنظمات غير الحكومية باليوم الدولي للمهاجرين، بعدة طرق من بينها نشر معلومات عن حقوق الإنسان والحريات الأساسية لجميع المهاجرين وأيضا من خلال تبادل الخبرات ووضع الإجراءات التي تكفل حماية تلك الحقوق.